# Марецек, Макс

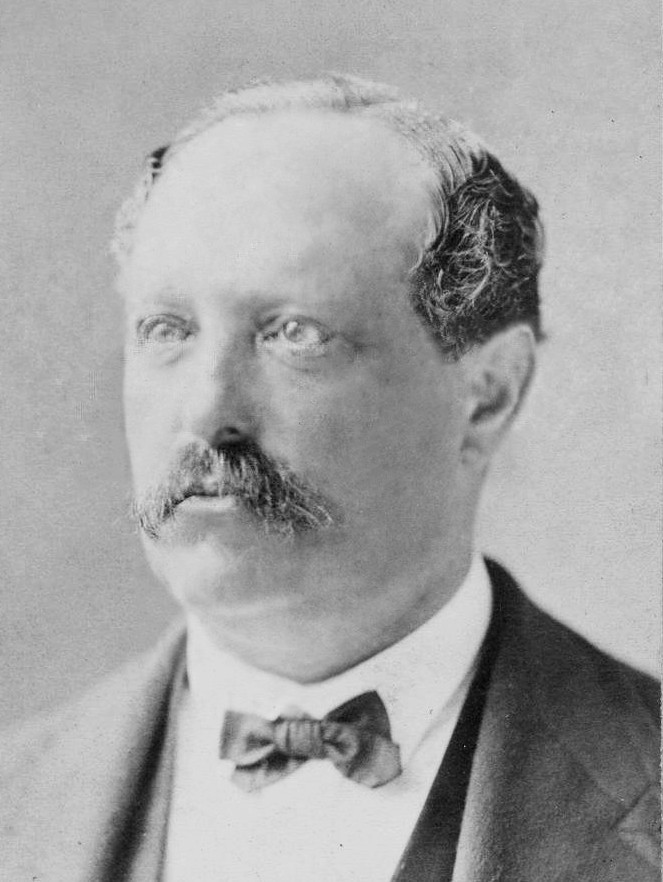
Макс Марецек. 1875

Макс Марецек (англ. Max Maretzek; 28 июля 1821, Брюнн — 14 мая 1897, Нью-Йорк) — американский оперный импресарио, дирижёр и композитор чешского происхождения.

## Биография
Учился музыке в Вене, в 19 лет закончил оперу «Гамлет». В 1840-е гг. работал в Париже, где был дружен с Берлиозом и Мейербером, затем возглавлял хор лондонского театра Ковент-Гарден. В 1848 г. переселился в США.
На протяжении десяти лет Марецек возглавлял — и как дирижёр, и как генеральный менеджер — оперный театр в Нью-Йорке (гастролируя с ним также в Мексике и на Кубе). Получив в своё распоряжение очень слабый оркестр и сомнительных певцов, Марецек изыскал возможность приглашать на свою сцену заметных солистов (Анджелину Бозио, Генриетту Зонтаг, Мариэтту Альбони). Руководитель с диктаторскими наклонностями, он прославился эксцентричными выходками — например, однажды Марецек в ходе генеральной репетиции поссорился с оркестрантами и уволил весь состав оркестра за сутки до премьеры новой оперы («Марии ди Роган» Доницетти), за ночь набрал новых музыкантов, в 7 утра приступил к репетициям и вечером сыграл премьеру. Не менее причудливы были используемые Марецеком приёмы менеджмента: для того, чтобы поднять интерес публики к выступлению певшей прежде в Англии Терезы Пароди, он распустил накануне её приезда слух о её романе с герцогом Ланкаширским. Деятельность Марецека в целом была скорее успешной, но в финансовом отношении раз за разом приводила к провалу и разорению, от которого Марецек всякий раз чудесным образом оправлялся.
В 1858—1860 гг. Марецек работал в Филадельфии, затем вернулся в Нью-Йорк, в 1867 г. заново отстроил сгоревший театр и к 1872—1873 гг. достиг наивысшего успеха, собрав блестящую труппу в составе Паулины Лукка, Клары Луизы Келлог, Ильмы ди Мурска и Энрико Тамберлика. Однако и конкуренция — прежде всего, со стороны братьев Мориса и Макса Стракошей — становилась всё острее, выливаясь, в частности, во вздувание гонораров ведущим певцам до астрономических сумм. В результате в 1875 г. Марецек фактически вышел в отставку. За 27 лет своей американской карьеры Марецек осуществил (в качестве импресарио или дирижёра или того и другого) американские премьеры более 20 опер, в том числе «Травиаты», «Риголетто», «Силы судьбы» и «Трубадура» Верди, «Африканки» и «Пророка» Мейербера и др.
В дальнейшем Марецек работал как музыкальный педагог, завершил и в 1879 г. сам поставил свою оперу «Сонная лощина» (англ. Sleepy Hollow). В 1883 г. выступил в одном из нью-йоркских театров как приглашённый дирижёр. 12 февраля 1889 г. в ознаменование 40-летия американской работы Марецека в Метрополитен-опера был дан торжественный концерт с участием дирижёров Теодора Томаса, Антона Зайдля, Франка ван дер Стукена, Вальтера Дамроша и Адольфа Нойендорфа.
Крупнейший американский музыкальный критик Гарольд Шонберг, называя Марецека «Солом Юроком своего времени», констатировал:

Ни один другой импресарио не мог сравниться с неукротимым Марецеком по числу новых произведений и новых «звёзд», принесённых в Америку.

## Автобиографии
Макс Марецек опубликовал две автобиографические книги — «Crochets and Quavers» (1855) и «Sharps and Flats» (1890).